# 广东潮剧院
廣東潮劇院是中華人民共和國公營潮劇院團，於1958年12月25日組建。它整并了广东省潮剧团、源正潮剧团、怡梨潮剧团、玉梨潮剧团、赛宝潮剧团、三正潮剧团。在廣東汕頭市，設有「一团」、「二团」、「三团」3個演出團和舞台美术制作厂，并經營谢慧如潮剧艺术中心。
中華人民共和國成立以來攝製的潮劇電影《火烧临江楼》、《告亲夫》、《闹开封》、《王茂生进酒》、《荔镜记》（朱石麟執導，彩色）、《苏六娘》（彩色）、《刘明珠》（彩色）、《张春郎削发》（彩色）、《烟花女与状元郎》（彩色）都是劇院主演。
潮劇院也曾到泰國、馬來西亞、新加坡、柬埔寨、越南、澳大利亞、法國等許多國家表演潮劇。

## 外部連結
- 廣東潮劇院潮劇大觀園 （页面存档备份，存于）